# IRIS-T SLM
IRIS-T SLM (англ. IRIS-T Surface Launched Medium Range) — зенітний ракетний комплекс ППО і ПРО середнього радіусу дії розробки німецької компанії Diehl Defence. Використовує ракети IRIS-T, призначений для знищення літаків, вертольотів, безпілотних літальних апаратів та крилатих ракет. Розробку завершено в 2014 році.

## Історія
В 2007 році Бундесвер замовив у компанії Diehl BGT Defence розробку нової зенітної керованої ракети та пускової установки для новітнього тактичного зенітно-ракетного комплексу.
Компанія Diehl BGT Defence замовила у Nammo розробку покращеного ракетного двигуна в 2007 році. Компанія INTRACOM Defence Electronics розробила новий програмно-визначений канал передачі даних, а SENER отримав замовлення на розробку модуля управління у вересні 2008 року.
В квітні 2009 року Ultra Electronics Precision Air Systems отримала замовлення на розробку генератора чистого повітря високого тиску (HiPPAG) та соленоїдних клапанів. Система HiPPAG служить як компресор системи охолодження, а соленоїдні клапани — для розподілу газу в інфрачервоних датчиках.
Перші балістичні пуски нової ракети відбулись у жовтні 2009 року в Південно-Африканській Республіці на полігоні Оверберґ.
В травні 2011 на тому ж полігоні відбулись наступні пуски з демонстрацією аеродинамічних, механічних параметрів ракети та її операційної здатності.
Перший прототип ракети IRIS-T SL був відстріляний по БПЛА в грудні 2012 року.
В листопаді 2013 року на полігоні Оверберґ відбулись випробувальні пуски по маловисотних БПЛА-мішенях Do-DT 25.
В січні 2014 відбулись випробувальні пуски з пускових установок IRIS-T SLM. Випробування керованої ракети були завершені в лютому 2015 року, а прийнято на озброєння Бундесверу — в 2017 році.

## Будова
В конструкції IRIS-T SLM втілено принцип повної незалежності від шасі. Натомість, всі компоненти сумісні за габаритами та кріпленнями зі стандартними ISO 20-футовими контейнерами та можуть бути транспортовані будь-якими транспортними засобами, наприклад вантажівками. Завдяки сумісності габаритів зі стандартним контейнером було істотно спрощено перевезення ракет літаками, кораблями, тощо. Крім іншого, систему можна перевозити військово-транспортними літаками C-130 та A400M.
Комплекс має оглядову РЛС на 360 градусів, здатен вести одночасний обстріл декількох цілей за будь-яких погодних умов. Також комплекс може під'єднувати додаткові пускові установки залежно від потреб (принцип англ. Plug-and-Fight). В стандартній комплектації РЛС, пункт управління, та пускові установки разом з ракетами здатні уражати цілі на відстані до 40 км.

### РЛС

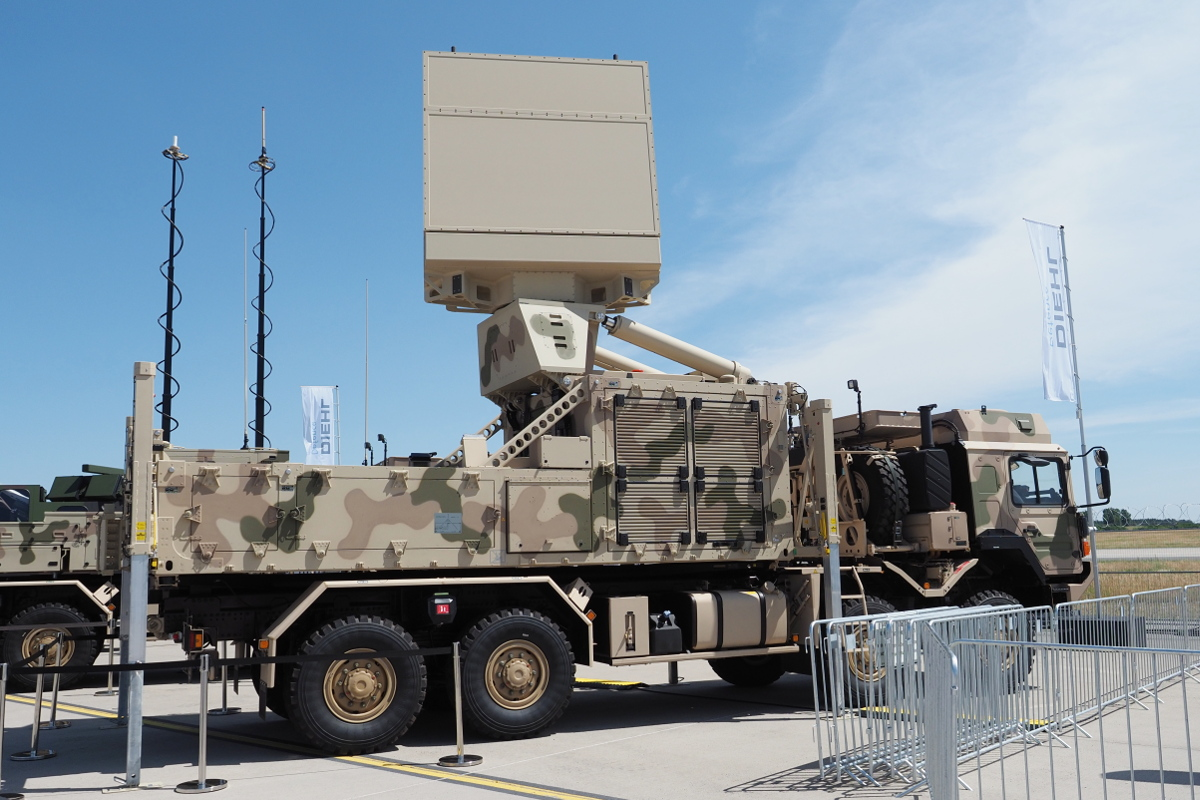
Hensoldt TRML-4D в «пустельному» камуфляжі зі складу IRIS-T SLM на виставці в Берліні, 2022 року

Основним сенсором системи служить тривимірна РЛС АФАР CEAFAR виробництва CEA Technologies. Ця РЛС виконує як функції пошуку цілей навколо, так і підготовку даних для наведення зенітних керованих ракет. За потреби може бути доповнено оптико-електронною станцією.
Виробник стверджує, що завдяки відкритій архітектурі до системи можна інтегрувати майже будь-яку іншу багатофункційну РЛС виявлення та наведення на ціль.
Так, наприклад, отримані Україною системи мають в складі багатофункційний оглядовий радар Hensoldt TRML-4D на основі АФАР.

### Центр управління
Центр управління (англ. Tactical Operations Center, TOC) має робочі місця для двох операторів. Зв'язок з іншими складовими системи можливий як через радіо, так і через оптоволоконний кабель. Крім того, центр управління може обмінюватись даними з системами управління вищої ланки. При чому обмін даними може відбуватись або в реальному, або у майже реальному часі.
Виробник стверджує, що система може бути пристосована до сторонніх систем управління.

### Пускова установка

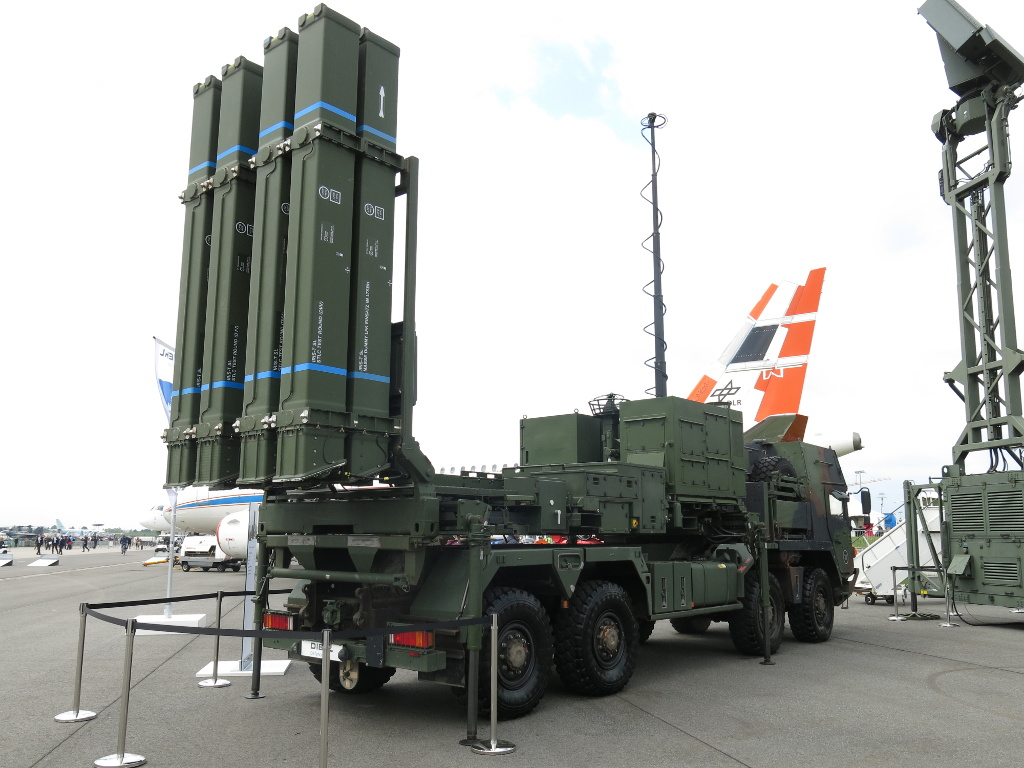
Пускова установка SLM на шасі MAN SX45 8×8 10 т

Пускова установка безлюдна, має вісім ракет (ефекторів) типу IRIS-T SL. Пуск відбувається вертикально для можливості обстрілу цілей на всі 360 градусів за азимутом. Для розгортання пускової установки на позиції потрібно до 10 хвилин, вирівнювання відбувається автоматично. Одночасний обстріл декількох цілей досягається швидким пуском декількох ракет. Перезаряджання триває близько 15 хвилин.
Пускова установка обладнана всіма необхідними підсистемами (електричний генератор, система управління вогнем, радіостанція тощо) та може знаходитись на відстані до 20 км від центру управління.

### Зенітні керовані ракети

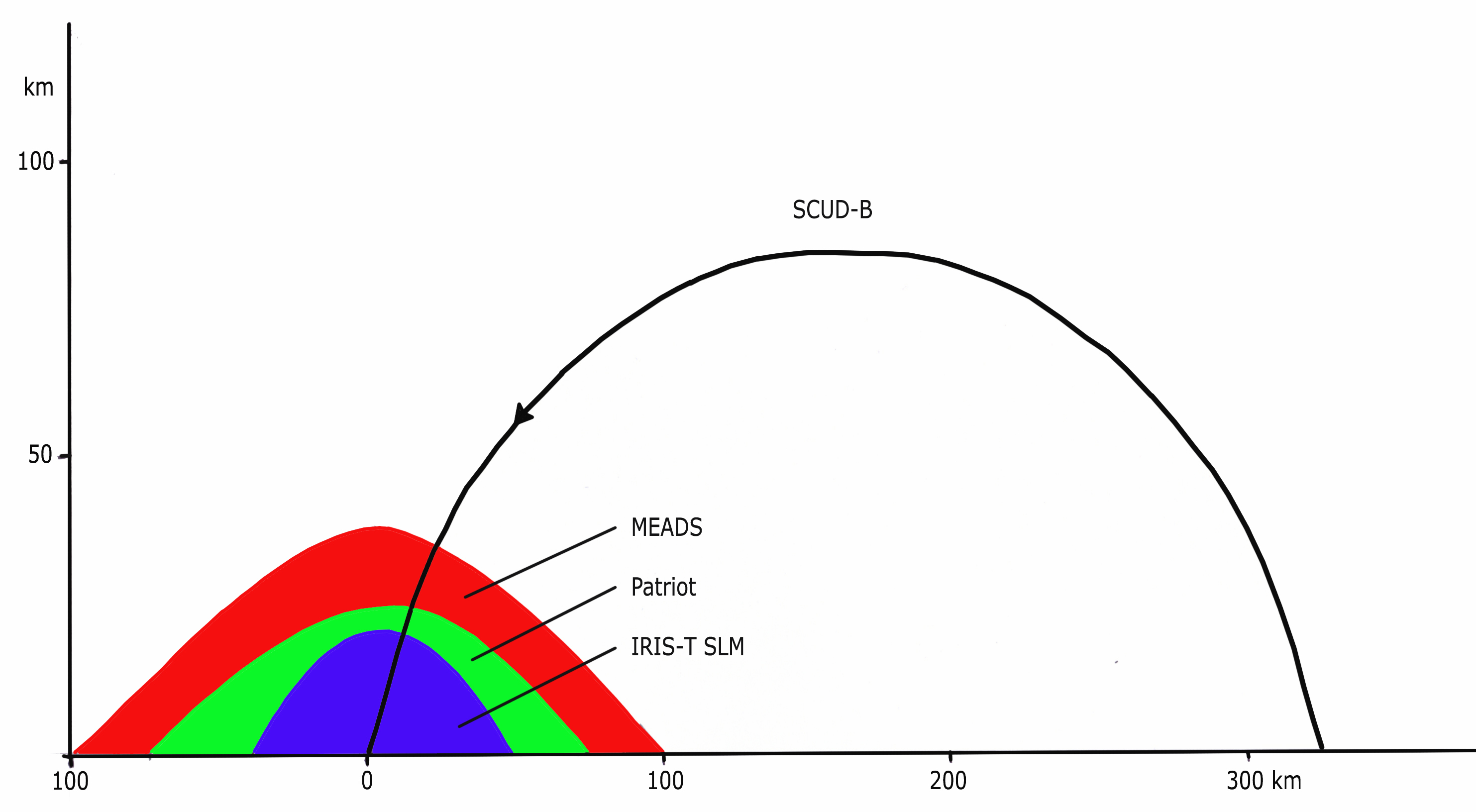
Зона дії різних систем ППО

В комплексі використана потужніша версія зенітних керованих ракет IRIS-T. У цій версії встановлено потужніший ракетний двигун, завдяки чому збільшено ефективну зону роботи до цілі до 25 км за висотою та до 40 км за відстанню. Цілевказання можливе шляхом передачі координат GPS та через канал передачі даних з ракетою.
Ракетний двигун — твердопаливний, з керованим вектором тяги. Модуль керування польотом знаходиться в хвостовій частині, там же знаходяться чотири крила з незалежними приводами.
На завершальній ділянці польоту ракета наводиться із використання інфрачервоної головки самонаведення створеної для ракет IRIS-T, яка повинна мати високий ступінь захисту від пасивних та активних засобів протидії.

## Варіанти з іншими радіусами дії
Окрім IRIS-T SLM (IRIS-T Surface-Launched Middle Range: середнього радіусу пуску з поверхні) середнього радіусу дії існує варіант комплексу малого радіусу та розробляється варіант великого радіусу дії.

### IRIS-T SLS
Варіант системи малого радіусу дії IRIS-T SLS (IRIS-T Surface-Launched Short Range: малого радіусу пуску з поверхні). Основна відмінність від IRIS-T SLM полягає у використаних зенітних керованих ракетах. Тут використані стандартні зенітні керовані ракети IRIS-T без змін.
За даними виробника варіант SLS також призначений для боротьби з літаками, вертольотами, БПЛА, крилатими та балістичними ракетами малого радіусу, але на відстанях до 25 км, на відміну від 40 км у версії SLM.
В грудні 2020 року було представлено проєкт системи IRIS-T SLS Mk III. Як шасі було запропоновано General Dynamics Eagle V 6×6, хоча виробником заявлена можливість встановлення на інші шасі.
Як РЛС було запропоновано два варіанта: Saab Giraffe 1X або Hensoldt Spexer (X-діапазону). Як систему командування й управління (англ. command and control) було обрано систему Airbus Fortion Integrated Battle Management Software (IBMS).
Система озброєна 4-ма ракетами IRIS-T. Попри те, що ракети стартують з похилого положення, завдяки високій маневреності здатні уражати цілі на всі 360°. Захоплення цілі головкою самонаведення відбувається вже після пуску, хоча в окремих секторах можливе захоплення іще перед пуском.

### IRIS-T SLX
Зенітно-ракетний комплекс далекого радіусу дії. Станом на 2022 рік триває розробка.

## Бойове застосування

### Російсько-українська війна
Міністр оборони України Олексій Резніков 12 жовтня 2022 року підтвердив, що перший комплекс уже перебуває в Україні. 18 жовтня речник командування Повітряних сил ЗСУ Юрій Ігнат повідомив, що комплекс уже інтегровано в систему протиповітряної оборони України.
Станом на початок травня 2023 року наявні комплекси вже встигли збити понад 60 повітряних цілей.
IRIS-T SL разом із NASAMS і Patriot стали основою української протиповітряної оборони та зарекомендували себе як ефективні та надійні комплекси. У комбінації з радаром TRML-4D вони продемонстрували високий відсоток влучань і здатність збивати російські малопомітні крилаті ракети Х-101.

## Оператори
- Єгипет: у вересні 2018 федеральний уряд Німеччини (4-й уряд Меркель) погодив експорт семи комплексів IRIS-T SLM[16]. В грудні 2021 року погоджено експорт додаткових 16 комплексів[17].
- Норвегія: в 2020 році між Diehl та Kongsberg підписано угоду про спільне виробництво зенітно-ракетного комплексу на основі ракет системи IRIS-T SLS[18].
- Україна: 4 комплекси SLM (отримані в жовтні 2022, квітні 2023, жовтні 2023, травні 2024). Загалом очікується 9 IRIS-T SLM та 11 IRIS-T SLS[19][20][21].
дві пускові установки IRIS-T SLS, станом на середину серпня 2023 року[22].
- Швеція: перші системи IRIS-T SLS отримано в 2019 році[23]. Має місцеве позначення RBS 98.

### Німеччина
14 червня 2023 року бюджетний комітет Бундестагу схвалив близько 950 млн євро на закупівлю шести систем ППО IRIS-T-SLM.

### Україна

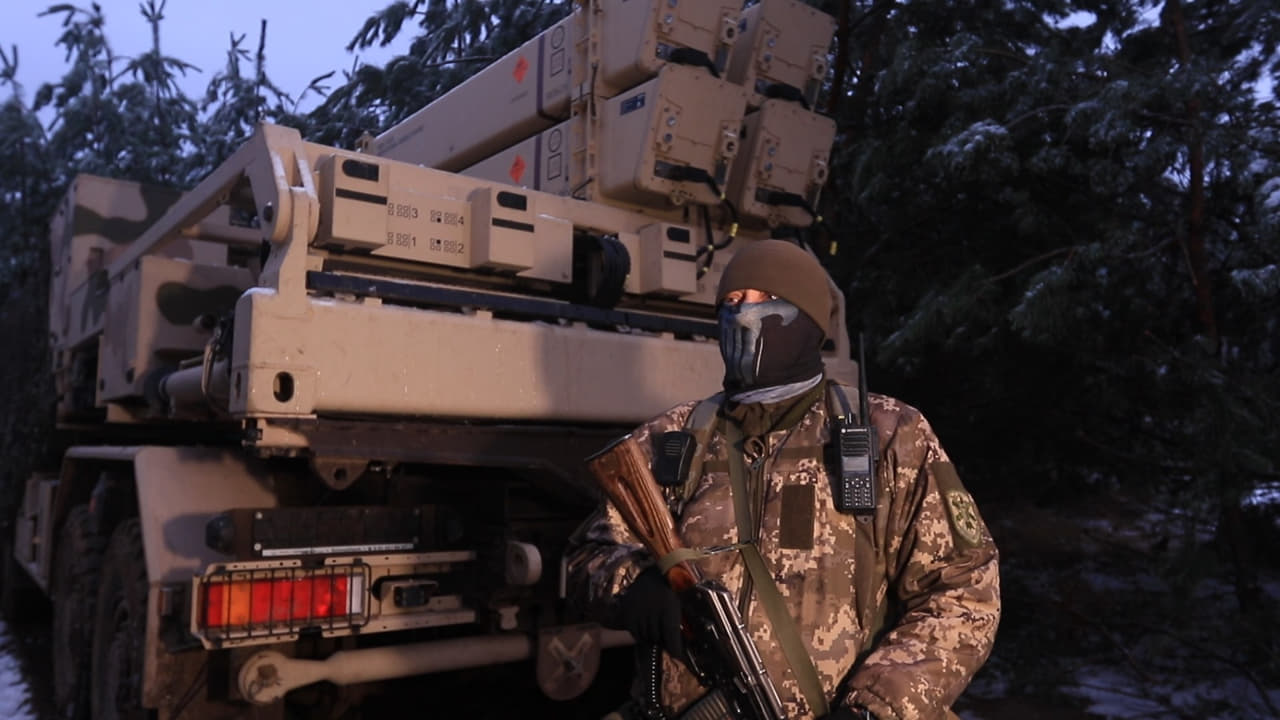
Пускова установка комплексу IRIS-T SLM в Україні, друга половина січня 2023 року

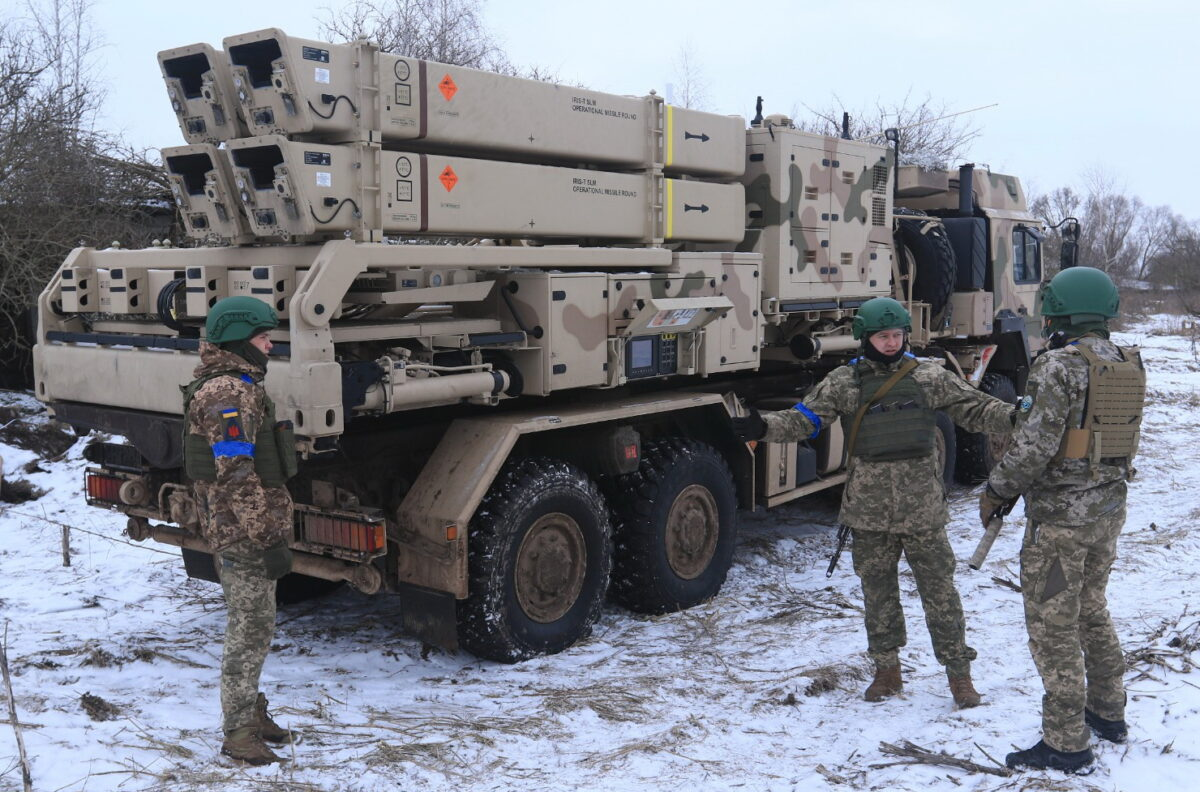
Пускова установка комплексу IRIS-T SLM в Україні

Канцлер Німеччини Олаф Шольц 1 червня 2022 р. заявив, що Німеччина поставить одну батарею IRIS-T SLM Україні.
Німецька міністр іноземних справ Анналена Бербок уточнила, що йдеться про передачу нових комплексів, на виробництво яких потрібні «місяці» (якщо не більше, з урахуванням того, що виробничі потужності були зайняті виробництвом такого комплексу для Єгипту). Але в червні 2022 року посол України до Німеччини Андрій Мельник повідомив, що система буде придбана у виробника коштом частини виділених федеральним урядом Німеччини €1 млрд. Виробництво триватиме до кінця літа, потім буде навчання, і вже в жовтні 2022 року вони будуть розгорнуті в Україні.
Україна підписала контракт з німецькою компанією Diehl Defence на закупівлю зенітно-ракетного комплексу IRIS-T SL. За словами українського посла, вартість всього комплексу (РЛС, пункт управління та пускові з ракетами) складає близько €140 мільйонів (за іншими даними — €178 мільйонів). Також можливо Україна отримає додатково 10 таких комплексів у майбутньому.
За даними інформаційного агентства Reuters, 23 серпня 2022 року під час конференції у Торонто канцлер Німеччини Олаф Шольц повідомив про намір виділити пакет допомоги на суму 500 млн євро, до складу якого увійде три комплекси IRIS-T.
У вересні 2022 року посолка Німеччини Анка Фельдгузен повідомила про плани ФРН поставити Україні дві системи протиповітряної оборони IRIS-T до кінця 2022 року і ще дві — на початку 2023.
10 жовтня 2022 року Міністерство оборони Німеччини повідомило про відправлення першої із чотирьох систем до України. При цьому міністерство наголосило, що з огляду на масовані ракетні атаки вранці того ж дня подібні системи протиповітряної оборони мають велике значення для самооборони України.
11 жовтня 2022 року німецьке видання Der Spiegel повідомило про успішну передачу першої системи IRIS-T SLM Україні. Наступного дня інформація була підтверджена міністром оборони України. Відомо, що до складу отриманої системи входить багатофункційний оглядовий радар Hensoldt TRML-4D на основі активної фазованої решітки.
19 квітня 2023 року німецьке видання Der Spiegel повідомило про передачу другого комплексу. За непідтвердженими даними, також було передано 16 зенітних керованих ракет вартістю понад 600 тисяч євро кожна.
27 жовтня 2023 року було розкрито вміст чергового пакету допомоги до складу якого увійшов комплекс IRIS-T SLM з РЛС TRML-4D та ракетами IRIS-T SLS.
13 листопада 2023 року було оголошено про те що Німеччина до кінця року передасть Україні ще дві системи IRIS-T.